# 真哲什陶尔扬
真哲什陶尔扬，是匈牙利赫维什州所辖的一个村。总面积46.39平方公里，总人口2493，人口密度53.7人/平方公里（2011年1月1日）。